# Joeano Pinto Chaves
Joeano Pinto Chaves (Fortaleza, Brasil, 8 de diciembre de 1979), futbolista brasilero. Juega de delantero y su actual equipo es el Rio Ave de la Primeira Liga de Portugal.

## Clubes
| Club                            | País     | Año       |
| ------------------------------- | -------- | --------- |
| Fortaleza EC                    | Brasil   | 1999      |
| CD Arrifanense                  | Portugal | 1999-2000 |
| SC Esmoriz                      | Portugal | 2000-2002 |
| AD Sanjoanense                  | Portugal | 2002-2003 |
| UD Salamanca                    | España   | 2003      |
| Académica de Coimbra            | Portugal | 2004-2006 |
| Beitar Jerusalem                | Israel   | 2006-2008 |
| Académica de Coimbra cedido     | Portugal | 2007-2008 |
| Vitória Setúbal                 | Portugal | 2008-2009 |
| Ermis Aradippou                 | Chipre   | 2009-2011 |
| FC Arouca                       | Portugal | 2011-2013 |
| Rio Ave                         | Portugal | 2013-2014 |
| Anadia Futebol Clube            | Portugal | 2015-2016 |
| União Desportiva de Leiria      | Portugal | 2016      |
| Futebol Clube da Pampilhosa     | Portugal | 2016-2018 |
| Grupo Recreativo Vigor Mocidade | Portugal | 2018      |